# Negrar
Negrar là một đô thị ở tỉnh Verona trong vùng Veneto của Ý, có cự ly khoảng 110 km về phía tây của Venice và khoảng 12 km về phía tây bắc của Verona. Tại thời điểm ngày 31 tháng 12 năm 2004, đô thị này có dân số 16.705 người và diện tích là 40,5 km².
Đô thị Negrar có các frazioni (đơn vị trực thuộc, chủ yếu là các làng) Arbizzano, Fane, Mazzano, Montecchio, Prun, S. Maria và Torbe.
Negrar giáp các đô thị: Grezzana, Marano di Valpolicella, San Pietro in Cariano, Sant'Anna d'Alfaedo và Verona.